# Rue des Prébendiers
La rue des Prébendiers est une artère liégeoise qui va de la rue d'Amercœur à la rue Basse-Wez. Elle se situe dans le quartier administratif d'Amercœur, en rive droite de la Dérivation.

## Histoire
Reliant la rue d'Amercœur à la rue Basse-Wez, deux très anciennes voies de communication et d'accès à la ville de Liège (pouvant remonter au Xe siècle ou XIe siècle), la rue des Prébendiers est créée en 1877.

## Description
D'une longueur d'environ 210 m, cette rue plate et rectiligne applique un sens de circulation automobile dans le sens Amercœur - Basse-Wez. La rue possède du côté pair plusieurs immeubles érigés à la fin du XIXe siècle. Une partie du côté impair de la rue fait fonction de parking et d'entrée secondaire à l'hôpital du Valdor.

## Toponymie
Fondé au XIIIe siècle à l'emplacement d'une léproserie gérée par le couvent de Cornillon, l'hospice des Prébendiers accueillait au Moyen Âge des nécessiteux méritants (surtout des personnes âgées) choisis par le conseil de la Cité de Liège. Les Prébendiers sont les titulaires d'une prébende, un bénéfice ecclésiastique attaché à la charge d'un chanoine.

## Architecture
L'imposant immeuble à appartements situé aux nos 1-3-5 a été bâti en 1930 dans le style Art déco d'après les plans de l'architecte Melchior Jeurgen pour le compte de la société coopérative La Maison liégeoise. L'immeuble possède 17 travées et 5 niveaux (4 étages) le long de la rue des Prébendiers, une travée d'angle et 8 travées le long de la rue d'Amercœur. Au niveau de la rue des Prébendiers, les trois portails d'entrée dont les deux latéraux sont cintrés sur un niveau et demi, sont caractéristiques du style Art déco.
L'immeuble sis au no 20, de style néo-classique, est daté de 1889. Sur la façade asymétrique de deux travées et de trois niveaux (deux étages), on remarque un fronton triangulaire au-dessus de la porte d'entrée, une colonne avec chapiteau ionique au niveau de la baie du rez-de-chaussée, des arcs de décharge sur les différentes baies vitrées de la façade ainsi que des rectangles de pierre calcaire bouchardée.

## Riverains
La crèche Saint-Remacle est située au no 40 de la rue.

## Voies adjacentes
- Rue Frédéric Nyst
- Rue d'Amercœur
- Rue Basse-Wez
- Rue des Champs

### Source et bibliographie
- Yannik Delairesse et Michel Elsdorf, Le nouveau livre des rues de Liège, Liège, Noir Dessin Production, décembre 2008, 2e éd. (1re éd. 2001), 512 p. (ISBN 978-2-87351-143-2 et 2-87351-143-5, présentation en ligne), page 353